# 3 Batalion Fizylierów
3 (I) Batalion Fizylierów – polski oddział wojskowy w służbie Lombardii.

## Formowanie i zmiany organizacyjne
13 marca 1797 roku w Mantui utworzono 3 batalion fizylierów, który wszedł w skład Legionu Polskiego Posiłkowego Lombardii
17 maja 1797 roku Bonaparte podjął decyzję o reorganizacji Legionów. Powstać miały dwa legiony polskie po trzy bataliony. Miejsce batalionów specjalnościowych zajęły  bataliony mieszane. Każdy batalion posiadał kompanię grenadierską, strzelecką oraz osiem fizylierskich.

## Dowódcy batalionu
- Ludwik Dembowski

## Mundur fizylierów
Fizylierzy mieli nosić granatowe kurtki i spodnie z jasnoniebieskimi wyłogami. Z uwagi na tempo prac organizacyjnych, zrezygnowano z epoletów u fizylierów, a szyto czarne czapki z jasnobłękitnym barankiem, czerwonymi kitkami oraz biało-karmazynowymi  kordonami. Ponieważ planowanych dla legionistów butów z półcholewkami nie dostarczono, żołnierze nosili buty używane w armii francuskiej. W zestawieniu ze spodniami połowa łydki pozostawała odkryta. Wyposażono wiec żołnierzy w małe płócienne, czarne kamasze.

## Chorągiew
Chorągiew batalionu fizylierów
Chorągiew zeszyta z trzech brytów tkaniny jedwabnej. Po stronie głównej strefa pierwsza karmazynowa, środkowa biała, trzecia, wzdłuż drzewca błękitna. Pośrodku wieniec z liści dębowych, haftowany różnobarwnymi jedwabiami, związany u góry wstęgą żółtą z tkaniny jedwabnej, aplikowanej do bławatu. Na wstędze napis wyszyty nićmi czarnymi: LEGIONE POLACCA AUSILIARI DI LOMBARDIA. W wieńcu czapka Wolności, haftowana jedwabiami barwnymi, pod nią zaś napis nićmi czarnymi: TUTTI GLI UOMINI LIBERI /SONO FRATELLI, niżej narzędzie do ustalania poziomu — symbol równości.
Na rogach dolnych: na stronie karmazynowej, na tle aplikowanym białym, napis nićmi czarnymi: FUCILIERI, na strefie błękitnej w ten sam sposób wykonany napis: 1 ° BATAGLIONE. 
Stronę lewą chorągwi stanowią strefy: błękitna wzdłuż drzewca, biała i karmazynowa. Na nich napisy, wykonane tą samą techniką co po stronie odwrotnej: LEGION POLSKI AUXILIARNY LOMBARDYI /WSZYSCI LUDZIE/WOLNI SA BRACIA/ FISYLIERY/ 1.zcy  BATALION. 
Chorągiew ta została ofiarowana przez władze Rzeczypospolitej Lombardzkiej, za pierwsze czyny bojowe legii w marcu 1797 roku. Chorągiew znajdowała się w Heeresmuseum w Wiedniu. Do Polski nie powróciła.